# اچ‌ام‌ای‌اس دایموند اسنیک
اچ‌ام‌ای‌اس دایموند اسنیک (به انگلیسی: HMAS Diamond Snake) یک کشتی بود که طول آن ۶۶ فوت (۲۰ متر) بود. این کشتی در سال ۱۹۴۵ ساخته شد.